# خطبة علي بن الحسين في الشام
خطبة علي بن الحسين في الشام وهي خطبة بليغة ألقیها علي بن الحسين بن أبي طالب ردا على يزيد بن معاوية في مجلس عقده يزيد في قصره، بعدما أدخل نساء أهل البيت وأطفال كسبايا في جمع من الناس وأمر لخطيب بليغ أن يأتي المنبر ويخبر الناس بمساوئ الحسين وعلي وما فعلا. فصعد الخاطب المنبر ثم أكثر الوقيعة في عليّ والحسين وأطنب في تقريظ معاوية ويزيد. وحينها صاح به علي بن الحسين، وخطب هذه الخطبة.

## مكان إلقاء الخطبة
بعد وصول سبايا الحسين بما فيهم علي بن الحسين ابن الإمام الحسين وأخته زينب بنت علي بن أبي طالب من كربلاء مرورا بالكوفة إلى الشام، عقد يزيد مجلسا في قصره في دمشق، وأدخل السبايا في جمع من الناس. حيث كان قد وضع رأس الإمام الحسين في طشت أمامه ضاربا إياه بعصاه، كما وكان يشتم رأس الإمام وصرح بأن المعركة كانت للأخذ بثأر بدر، واستشهد بشعر لـابن الزبعري:
وروي: أنّ يزيد أمر بمنبر وخطيب، ليذكر للناس مساوئ للحسين وأبيه علي بن أبي طالب، فصعد الخطيب المنبر، فحمد الله وأثنى عليه، وأكثر الوقيعة في علي والحسين، وأطنب في تقريظ معاوية ويزيد، فصاح به علي بن الحسين: «ويلك، أيها الخاطب! اشتريت رضا المخلوق بسخط الخالق؟ فتبوأ مقعدك من النار»، ثم قال: «يا يزيد! ائذن لي حتى أصعد هذه الأعواد فأتكلم بكلمات فيهن للّه رضا، ولهؤلاء الجالسين أجر وثواب»، فأبى يزيد، فقال الناس: يا أمير المؤمنين! ائذن له ليصعد، فلعلّنا نسمع منه شيئا، فقال لهم: إن صعد المنبر هذا لم ينزل إلاّ بفضيحتي وفضيحة آل أبي سفيان، فقالوا: وما قدر ما يحسن هذا؟ فقال: إنّه من أهل بيت قد زقّوا العلم زقا، ولم يزالوا به حتى أذن له بالصعود. فصعد المنبر، فحمد اللّه وأثنى عليه، ثم خطب خطبة أبكى منها العيون؛ وأوجل منها القلوب.

## تفاصيل الخطبة
قال علي بن الحسين في بداية الخطبة: «أيُّها الناس، أُعطينا ستّاً وفُضِّلْنا بسبع، أُعطينا: العلمَ والحلم والسماحة والفصاحة والشجاعة والمحبّة في قلوب المؤمنين. وفُضِّلْنا: بأنّ منّا النبيَّ المختار محمّداً، ومنّا الصدِّيق (أي أمير المؤمنين عليّ)، ومنّا الطيّار (أي جعفر)، ومنّا أسد الله وأسد رسوله (أي حمزة)، ومنا سيدة نساء العالمين فاطمة البتول ومنّا سبطا هذه الأمّة وسيدا شباب أهل الجنّة(أي الحسن والحسين)»
وتابع بهذه الكلمات: «فمن عرفني فقد عرفني، ومن لم يعرفني أنبأته بحسبي ونسبي: أنا ابن مكة ومنى، أنا ابن زمزم والصفا، أنا ابن من حمل الزكاة بأطراف الرداء، أنا ابن خير من ائتزر وارتدى، أنا ابن خير من انتعل واحتفى، أنا ابن خير من طاف وسعى، أنا ابن خير من حجّ ولبى، أنا ابن من حمل على البراق في الهوا، أنا ابن من أسرى به من المسجد الحرام إلى المسجد الأقصى، فسبحان من أسرى، أنا ابن من بلغ به جبرائيل إلى سدرة المنتهى، أنا ابن من دنا فتدلى فكان من ربه قاب قوسين أو أدنى، أنا ابن من صلى بملائكة السما، أنا ابن من أوحى إليه الجليل ما أوحى، أنا ابن محمد المصطفى، أنا ابن علي المرتضى، أنا ابن من ضرب خراطيم الخلق حتى قالوا: لا إله إلاّ اللّه، أنا ابن من ضرب بين يدي رسول اللّه بسيفين، وطعن برمحين، وهاجر الهجرتين، وبايع البيعتين، وصلّى القبلتين، وقاتل ببدر وحنين، ولم يكفر باللّه طرفة عين.
أنا ابن صالح المؤمنين ووارث النبيين، وقامع الملحدين، ويعسوب المسلمين، ونور المجاهدين، وزين العابدين، وتاج البكائين، وأصبر الصابرين، وأفضل القائمين من آل ياسين، ورسولِ رب العالمين، أنا ابن المؤيد بجبرائيل، المنصور بميكائيل، أنا ابن المحامي عن حرم المسلمين، وقاتل الناكثين والقاسطين والمارقين، والمجاهد أعداءه الناصبين، وأفخر من مشى من قريش أجمعين، وأول من أجاب واستجاب للّه من المؤمنين، وأقدم السابقين، وقاصم المعتدين، ومبير المشركين، وسهم من مرامي اللّه على المنافقين، ولسان حكمة العابدين، ناصر دين اللّه، وولي أمر اللّه، وبستان حكمة اللّه، وعيبة علم اللّه، سمح سخي، بهلول زكي أبطحي رضي مرضي، مقدام همام، صابر صوام، مهذب قوام، شجاع قمقام، قاطع الأصلاب، مفرّق الأحزاب، أربطُهم جنانا، وأطبقُهم عنانا، وأجرأهم لسانا، وأمضاهُم عزيمة، وأشدّهم شكيمة، أسد باسل، وغيث هاطل، يطحنهم في الحروب-إذا ازدلفت الأسنة، وقربت الأعنة-طحن الرحى، ويذروهم ذروالريح الهشيم، ليث الحجاز؛ وصاحب الإعجاز؛ وكبش العراق، الإمام بالنص والاستحقاق مكي مدني، أبطحي تهامي، خيفي عقبي، بدري أحدي، شجري مهاجري، من العرب سيدها، ومن الوغى ليثها، وارث المشعرين، وأبو السبطين، الحسن والحسين، مظهر العجائب، ومفرق الكتائب، والشهاب الثاقب، والنور العاقب، أسد اللّه الغالب، مطلوب كل طالب، غالب كلّ غالب، ذاك جدي علي بن أبي طالب.
أنا ابن فاطمة الزهراء، أنا ابن سيدة النساء، أنا ابن الطهر البتول، أنا ابن بضعة الرسول. أنا ابن خديجة الكبرى، أنا ابن المقتول ظلما، أنا ابن محزوز الرأس من القفا، أنا ابن العطشان حتى قضى، أنا ابن طريح كربلاء، أنا ابن مسلوب العمامة والرداء، أنا ابن من بكت عليه ملائكة السماء، أنا ابن من ناحت عليه الجن في الأرض والطير في الهواء، أنا ابن من رأسه على السنان يهدى، أنا ابن من حرمه من العراق إلى الشام تُسبى.»

### قطع الخطبة
ولم يزل يقول علي بن الحسين: «أنا أنا» حتى ضجّ الناس بالبكاء والنحيب، وخشي يزيد أن تكون فتنة، فأمر المؤذن: أن يؤذن، فقطع عليه الكلام وسكت. فلما قال المؤذن: «اللّه أكبر اللّه أكبر». قال علي بن الحسين: كبّرت كبيرا لا يقاس، ولا يدرك بالحواس. لا شي‌ء أكبر من اللّه. فلما قال المؤذن: «أشهد أن لا إله إلا اللّه». قال علي : «شهد بها شعري وبشري، ولحمي ودمي، ومخي وعظمي.» فلما قال المؤذن: «أشهد أن محمدا رسول اللّه». التفت علي من فوق المنبر إلى يزيد وقال:
«يا يزيد، محمّد هذا جدي أم جدك؟ فإن زعمت أنه جدك فقد كذبت وكفرت، وإن قلت إنه جدي، فلم قتلت عترته؟. ولم قتلت أبي وسبيت نساءه؟» فلم يردّ جوابا.